# Seniorat centralny diecezji wschodniej PNKK
Seniorat centralny PNKK (Central Seniorate) – seniorat (dekanat) diecezji wschodniej Polskiego Narodowego Kościoła Katolickiego w USA i Kanadzie (PNKK) położony w Stanach Zjednoczonych Ameryki Północnej. Parafie senioratu znajdują się w stanie Massachusetts i Connecticut. Seniorem (dziekanem) senioratu jest ks. Fryderyk Banas z Ware.

## Parafie senioratu centralnego
- parafia Matki Bożej Różańcowej w Chicopee, proboszcz: ks. Paweł Łukaszewicz
- parafia św. Krzyża w Enfield, proboszcz: ks. Henryk Smoliński
- parafia św. Walentego w Northampton, proboszcz: ks. Adam Czarnecki
- parafia Najświętszego Imienia Pana Jezusa w South Deerfield, proboszcz: ks. Randolph Calvo
- parafia św. Krzyża w Ware, proboszcz: ks. sen. Fryderyk Banas
- parafia św. Trójcy w Webster, proboszcz: ks. Zbigniew Kaszubski
- parafia św. Józefa w Westfield, proboszcz: ks. Józef Sołtysiak